# Adams (Oregon)
Adams és una població dels Estats Units a l'estat d'Oregon. Segons el cens del 2000 tenia 297 habitants.

## Demografia
Segons el cens del 2000, Adams tenia 297 habitants, 106 habitatges, i 80 famílies. La densitat de població era de 337,3 habitants per km².
Dels 106 habitatges en un 31,1% hi vivien nens de menys de 18 anys, en un 65,1% hi vivien parelles casades, en un 7,5% dones solteres, i en un 23,6% no eren unitats familiars. En el 22,6% dels habitatges hi vivien persones soles el 8,5% de les quals corresponia a persones de 65 anys o més que vivien soles. El nombre mitjà de persones vivint en cada habitatge era de 2,75 i el nombre mitjà de persones que vivien en cada família era de 3,16.
Per edats la població es repartia de la següent manera: un 29% tenia menys de 18 anys, un 7,7% entre 18 i 24, un 29,3% entre 25 i 44, un 22,6% de 45 a 60 i un 11,4% 65 anys o més.
L'edat mediana era de 35 anys. Per cada 100 dones de 18 o més anys hi havia 90,1 homes.
La renda mediana per habitatge era de 42.500$ i la renda mediana per família de 45.556$. Els homes tenien una renda mediana de 33.750$ mentre que les dones 21.538$. La renda per capita de la població era de 14.974$. Aproximadament el 4,3% de les famílies i el 6,4% de la població estaven per davall del llindar de pobresa.

## Poblacions properes
El següent diagrama mostra les poblacions més properes.